# Sociedade Broteriana
Sociedade Broteriana es una sociedad, fundada en Coímbra y así denominada en honor del eminente naturalista Félix de Avelar Brotero, destinada a congregar botánicos y otras individualidades interesadas por estos estudios. En 1880 inició la publicación del Boletim da Sociedade Broteriana, revista de carácter científico que aún en la actualidad se mantiene. La iniciativa de la fundación fue debiada a Julio Henriques, profesor de Botánica en la Universidad de Coímbra.